# Copa Almirante Brion
La Copa Almirante Brion fue un torneo binacional de fútbol, celebrado por clubes provenientes de Venezuela y Curazao. La Copa Almirante Brion se disputó desde el año 1980 hasta 1984 entre los campeones de la Copa Venezuela y la Liga de Curazao en partidos de ida y vuelta. La copa lleva el nombre de Luis Brión quién fuera un militar curazoleño-venezolano que luchó en la Guerra de independencia de Venezuela. Este torneo se encontraba dentro del calendario oficial de ambas federaciones, la Federación Venezolana de Fútbol y la Federación de Fútbol de Curazao.

## Ediciones
| Año  | Campeón              | Subcampeón                 | Resultado |
| ---- | -------------------- | -------------------------- | --------- |
| 1980 | Deportivo Galicia    | CRKSV Jong Holland         | 1-0 ; 0-0 |
| 1981 | Atlético Zamora      | CRKSV Jong Holland         | 4-2 ; 2-2 |
| 1982 | Deportivo Galicia    | Union Deportivo Banda Abou | 3-0 ; 2-0 |
| 1983 | Deportivo Táchira FC | Union Deportivo Banda Abou | 2-0 ; 1-0 |
| 1984 | Atlético Zamora      | Sport Unie Brion Trappers  | 0-0 ; 1-0 |

## Títulos por equipo
| Club                       | Títulos | Subtítulos | Años campeón | Años subcampeón |
| -------------------------- | ------- | ---------- | ------------ | --------------- |
| Deportivo Galicia          | 2       | 0          | 1980, 1982   | -               |
| Atlético Zamora            | 2       | 0          | 1981, 1984   | -               |
| Deportivo Táchira FC       | 1       | 0          | 1983         | -               |
| CRKSV Jong Holland         | 0       | 2          | -            | 1980, 1981      |
| Union Deportivo Banda Abou | 0       | 2          | -            | 1982, 1983      |
| Sport Unie Brion Trappers  | 0       | 1          | -            | 1984            |

## Títulos por país
| Club      | Títulos | Subtítulos | Años campeón                 | Años subcampeón              |
| --------- | ------- | ---------- | ---------------------------- | ---------------------------- |
| Venezuela | 5       | 0          | 1980, 1981, 1982, 1983, 1984 | -                            |
| Curazao   | 0       | 5          | -                            | 1980, 1981, 1982, 1983, 1984 |